# Salsa (muziekstijl)

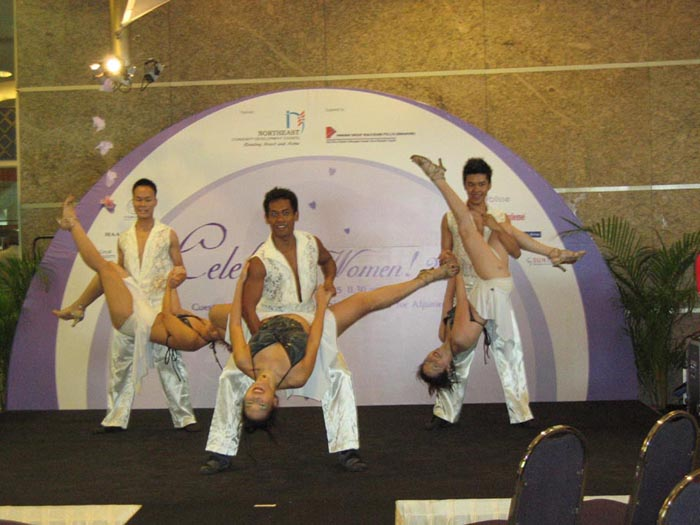
Salsadansers

Salsa is een muziekstijl die voortkomt uit de Cubaanse son en Amerikaanse jazz. Het wordt tegenwoordig over de hele wereld gespeeld maar is vooral in Latijns-Amerikaanse landen populair.
Naast de son is salsa ook verwant aan andere Zuid-Amerikaanse muziekstijlen zoals merengue, bachata, cumbia, chachacha en bolero (in de stijldanswereld bekend als de rumba).
Salsa heeft een specifieke clave, een ritmisch motief waarnaar zowel musici als dansers zich kunnen oriënteren. Op de salsamuziek wordt de salsadans gedanst.

## Geschiedenis

### Oorsprong
De naam zou komen van Phidias Danilo Escalona, een Venezolaanse diskjockey, die een radioprogramma had dat "La hora de la Salsa, el Sabor y el Bembé" heette en waarop de eerste salsamuziek gedraaid werd in 1962. De naam verwijst ook naar het meer pikantere van de dans en het radioprogramma werd gesponsord door een fabrikant van sauzen zodat naam en muziek mooi samenvielen. In ieder geval zeggen oude Cubaanse muzikanten dat dit de juiste oorsprong van de naam is maar niet iedereen is het daar mee eens. Wel is het duidelijk dat het een muziekstijl is die verschillende Zuid-Amerikaanse muziekstromen combineert. De oudste oorsprong lijkt in ieder geval de son te zijn afkomstig uit Cuba. In de VS ontstonden verschillende Latino-wijken en werd de interesse in Latijns-Amerikaanse muziek ook steeds groter.
Na de Cubaanse Revolutie raakte Cuba geïsoleerd en viel weg als grote drijvende kracht achter de diverse Latijnse muziekstromingen. Ondertussen nam de Latino-bevolking in de Verenigde Staten, voornamelijk Puertoricanen, verder de ontwikkeling van Latijns-Amerikaanse muziek voor zijn rekening. De muziek die gedurende de jaren vijftig werd gemaakt als voorloper was vooral de mambo en de boogaloo. Ondertussen werd er ook geëxperimenteerd met rock-'n-roll, Latin jazz, jala jala en andere Zuid-Amerikaanse muziek.

### Hoogtijdagen
Hierop ontstond midden jaren zestig in New York muziek die vanaf dat moment internationaal salsa genoemd zou worden.
Dit kwam vooral door de koppeling die gelegd werd met/door Fania, het platenlabel dat fluitist Johnny Pacheco (1935-2021) in 1964 oprichtte met manager Jerry Masucci. Fania werd voor de salsa wat Motown was voor r&b.
Het was ook Pacheco die de eerste Fania-plaat (Cañonazo) uitbracht en in 1968 The Fania All-Stars oprichtte. Onder deze naam werden live-concerten georganiseerd waarbij alle grote solisten van het label optraden (Celia Cruz, Héctor Lavoe, Ray Barretto, Eddie Palmieri, Rubén Blades en Willie Colón).
Nog meer dan de andere Fania-artiesten stelden Blades en Colón politieke misstanden in Latijns-Amerika en de VS aan de kaak. Tussen 1977 en 1995 maakten ze vijf duoplaten waarvan de eerste vier op Fania werden uitgebracht. Siembra uit 1978 was lange tijd het bestverkochte latin-album aller tijden. 

### Verder verloop
Vanuit New York waaide de salsa over naar Latijns-Amerika en vervolgens de rest van de wereld, maar vanaf eind jaren 70 daalde de populariteit in de Verenigde Staten. Salsa werd links en rechts ingehaald door disco, merengue uit de Dominicaanse Republiek en de Engelstalige cross-overpop van artiesten als Gloria Estefan. Ondertussen ontwikkelde de Cubaanse muziek zich in volledige afzondering tot timba, salsa met rock-, funk- en hiphopinvloeden.
Zelfs de (uittredende) Fania-sterren sloegen nieuwe wegen in en zodoende ontstond begin jaren 80 salsa romántica, melodieuze salsa met romantische teksten; meestal ging het hier om bewerkte top 40-ballads zoals Just the Two Of Us (Solos Tu y Yo) en Suddenly die  beiden waren opgenomen voor de Noches Caliente-albums van producer Louie Ramirez en zanger Ray de la Paz.
Salsa romántica leverde in de jaren 90 stadionacts op als Victor Manuelle, La India en Marc Anthony; allen stonden zij onder contract van het platenlabel RMM dat min of meer de plek van Fania had ingenomen sinds het geen nieuwe albums meer produceerde. Met het overlijden van platenbaas Ralph Mercado in 2001 kwam er ook een einde aan RMM. 
Als reactie op de salsa romántica ontstond salsa dura, hardcore salsa volgens de Fania-tradities maar dan swingender en krachtiger. Belangrijke spelers hierin waren Jimmy Bosch en Spanish Harlem Orchestra.  
Uiteindelijk zijn de grenzen tussen romántica en dura vervaagd.

## Dans en muziek

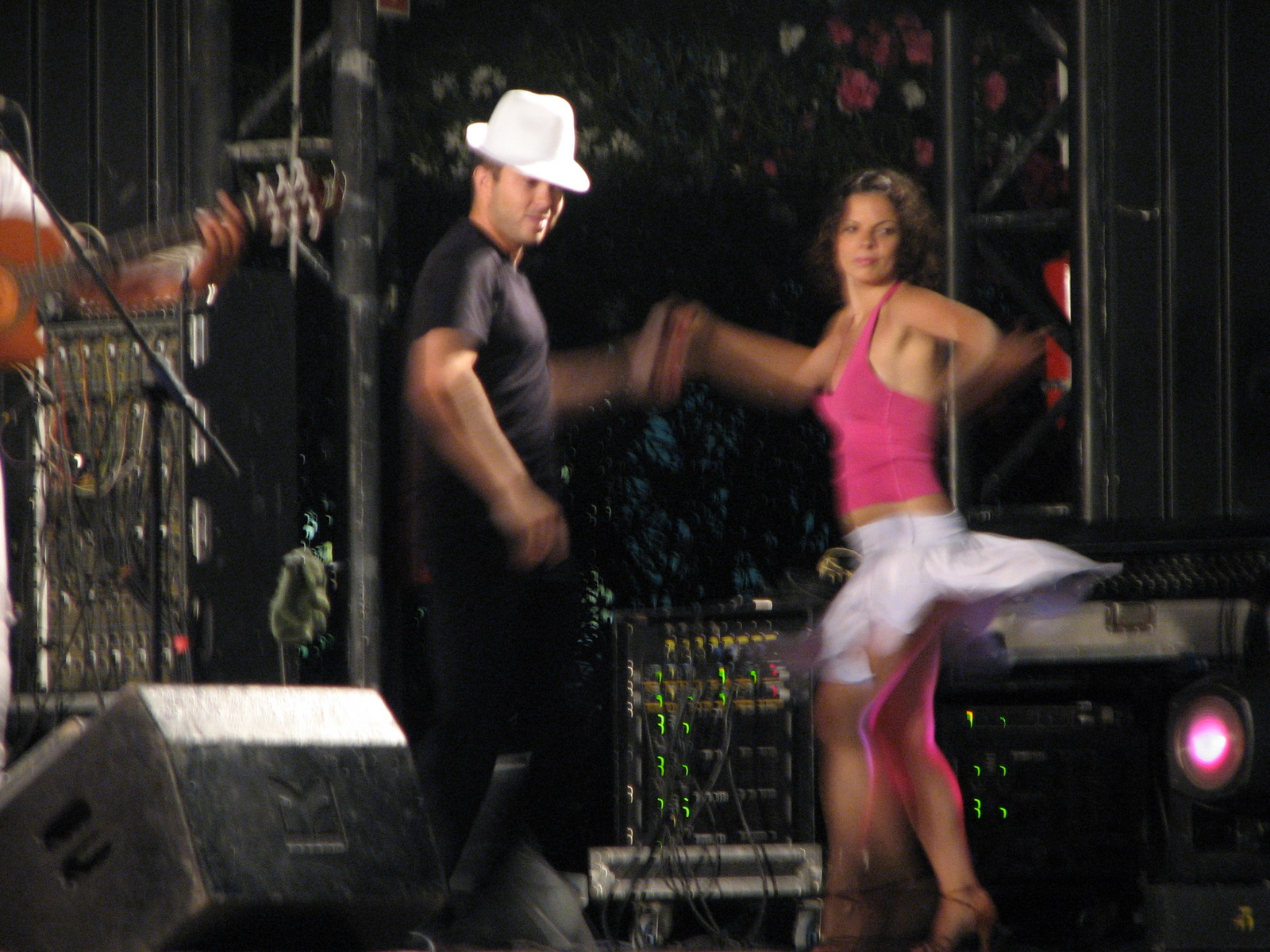
Salsa (muziekstijl)

### Ritme
Een set danspassen in een salsadans is onderverdeeld in 8 tellen verdeeld over twee maten van 4 tellen. Omdat de 4e en 8e tel vaak een rust is wordt er vaak op de volgende manier meegeteld:
1, 2, 3.... 5, 6, 7....
Dezelfde tellen worden muzikaal gezien ook wel gegeven als
1 en 2 ... 3 en 4 ...,
en wel als één 4/4 maat, wat veel eenvoudiger te begrijpen is.

### Bezetting salsaband
Een salsaband bestaat meestal uit een uitgebreide combinatie van instrumenten zoals de conga's, timbales, campana, bongo, guiro, blaasinstrumenten (saxofoons, trompetten, trombones), bas, piano, gitaar, tres en natuurlijk de claves. Moderne bands gebruiken ook wel keyboards ter vervanging van de piano.
Bij de aanwezigheid van viool en dwarsfluit (in plaats van de koperblazers) is er sprake van de charanga-bezetting.
Verder spelen improvisatie en wisselwerking in de zang (pregon-koor) een grote rol; leadzangers worden ook wel soneros, rumberos of pregoneros genoemd.
Bands als het Joe Cuba Sextet waren de eersten die voornamelijk salsa speelden, alhoewel mensen als Tito Puente ook een grote invloed op de salsa hebben gehad. Tito Puente weigerde trouwens zijn muziek als salsa te typeren. Hij sprak liever over mambo of Latin jazz.

## Lijst van muzikanten

### Fania
Een overzicht van de artiesten van het Fania-label.
| Groep/Artiest             | Beschrijving |
| ------------------------- | --- |
| Johnny Pacheco            | Dominicaans multi-instrumentalist, producer, platenbaas en oprichter van de Fania All-Stars. |
| Celia Cruz                | Cubaans zangeres met de bijnaam la reina de la salsa (koningin van de salsa). Begon bij Sonora Matancera en werkte daarna samen met Tito Puente, Fania All-Stars, Johnny Pacheco en Willie Colón. |
| Rubén Blades              | Panemees zanger-activist met teksten over de onderdrukte bevolking in Latijns-Amerika. Werkte samen met Ray Baretto, Fania All-Stars en Willie Colón. |
| Willie Colón              | Puerto-Ricaans/New Yorks trombonist, zanger en activist met sociaal-politieke teksten over de positie van latino's in de VS. Debuteerde in 1967 op 17-jarige leeftijd en werkte als bandleider samen met Héctor Lavoe en Rubén Blades; produceerde ook platen voor Mon Rivera, Celia Cruz, Ismael Miranda en Soledad Bravo. |
| Héctor Lavoe              | Puerto-Ricaans zanger met de bijnaam el cantante de los cantantes (zanger der zangers). Werkte van 1966 tot 1983 samen met Willie Colón die hem midden jaren 70 tot plaatsvervangend bandleider benoemde. Overleed in 1993 aan de gevolgen van aids.                                                                        |
| Ray Barretto              | Puerto-Ricaans/New Yorks congaspeler en bandleider die zowel binnen als buiten de salsascene actief was. Overleed in 2000 |
| Eddie Palmieri            | Puerto Ricaans pianist en bandleider. |
| Charlie Palmieri          | Puerto Ricaans pianist. |
| Cheo Feliciano            | Puerto Ricaans zanger; begonnen als percussionist (onder meer bij het orkest van Tito Rodriguez) en maakte tien jaar deel uit van het Joe Cuba Sextet alvorens hij solo verder ging. Kwam in 2014 om het leven bij een verkeersongeluk.                                                                                     |
| Pete 'El Conde' Rodriguez | Puerto Ricaans zanger; net als Feliciano begonnen als percussionist voordat hij bij Fania tekende en deel ging uitmaken van de All Stars. Overleed in 2000 vlak na Puente. Zijn kinderen Pete Jr. en Cita zijn ook in de salsa actief.                                                                                      |

### Salsa romántica
Een overzicht van de bands en artiesten uit de salsa romántica.
| Groep/Artiest           | Beschrijving |
| ----------------------- | --- |
| Oscar D'Léon            | Venezolaans bassist en zanger; maakte onder meer deel uit van Tipica 73. Zijn bekendste nummer, Lloraras (huilen zul je!), is wereldwijd gecoverd.. |
| Jerry Rivera            | |
| Eddie Santiago          | |
| Frankie Ruiz            | zanger uit New Jersey. Begon midden jaren 80 een solocarrière; overleed in 1998 op 40-jarige leeftijd aan leverfalen. |
| Gilberto Santa Rosa     | Puerto Ricaans zanger en producer; midden jaren 70 begonnen op 14-jarige leeftijd. Zingt zowel romántica als dura. |
| El Gran Combo           | |
| Grupo Gale              | |
| Grupo Niche             | Colombiaanse formatie. |
| Son by Four             | scoorde in 1998 een hit met A Puro Dolor en schakelde later over op gospelrepertoire. |
| Dark Latin Groove (DLG) | |
| Tito Nieves             | Puerto Ricaans/New Yorks zanger met de bijnaam Pavarotti van de salsa. Begon zijn solocarrière in de jaren 80 met Engelstalige nummers. Coverde midden jaren 90 Let It Be voor het album Tropical Tribute to the Beatles en scoorde met zijn versie van de boogalooklassieker I Like It Like That. |
| Marc Anthony            | Puerto Ricaans/New Yorks zanger; debuteerde begin jaren 90 in de salsa-romantica alvorens bij het grote publiek door te breken met latin pop-repertoire. Speelde Héctor Lavoe in de biopic El Cantante uit 2006.                                                                                   |
| La India                | Puerto Ricaans/New Yorks zangeres met de bijnaam 'la princesa de la salsa (prinses van de salsa). Oorspronkelijk actief in de dance en vanaf de jaren 90 ook in de salsa (romántica en dura). Werkte samen met o.m. Eddie Palmieri, Marc Anthony, Celia Cruz, Issac Delgado en Gloria Estefan.     |
| Victor Manuelle         | |

### Overigen
Een overzicht van bands uit Noord- en Zuid-Amerika, veelal gespecialiseerd in salsa dura.
| Groep/Artiest                | Omschrijving |  |
| ---------------------------- | --- |  |
| Jimmy Bosch                  | Puerto Ricaans trombonist en bandleider uit New Jersey. Trad onder meer op met de Fania-artiesten naar wiens voorbeeld hij in de jaren 90 het initiatief nam tot de salsa dura. |  |
| Frankie Vazquez              | Puerto Ricaans/New Yorks zanger en percussionist, ook wel sonero del barrio of soul man genoemd vanwege zijn verhalende improvisaties. Speelde als tiener conga's en timbales in verschillende bands. Toen de zanger van zijn eigen band Los Generales ermee ophield en er geen opvolger beschikbaar was besloot Vazquez zelf te gaan zingen en in zijn plaats een andere (betere) congaspeler te zoeken. Verhuisde in 1977 terug naar New York en werd een veelgevraagd zanger. |  |
| Spanish Harlem Orchestra     | salsa dura en latin jazz uit New York onder leiding van pianist Oscar Hernández die eerder met de Fania-artiesten samenwerkte. De 13-koppige formatie werd in 2001 opgericht en heeft zeven albums uitgebracht waarvan drie bekroond met een Grammy Award. De bezetting is grotendeels dezelfde gebleven; Jimmy Bosch en Ray de la Paz (later vervangen door Jeremy Bosch) behoren tot de ex-leden.                                                                              |  |
| Mambo Legends Orchestra      | New Yorkse formatie met zang van onder meer Frankie Vazquez en Cita Rodriguez (dochter van Pete 'El Conde' Rodriguez) |  |
| Wayne Gorbea                 | Puerto Ricaans/New Yorks pianist en bandleider; onder meer van Orquesta Cuda, La Nueva Comparsa en Salsa Picante. Overleed in 2015 op 65-jarige leeftijd aan botkanker. |  |
| La Excelencia                | |  |
| La-33                        | Colombiaanse formatie; bekend geworden door La Pantera Mambo, hun vocale bewerking van de Pink Panther-tune. |  |
| Pedrito Martinez             | Cubaans percussionist en zanger die zowel binnen als buiten de salsascene van New York actief is. |  |
| Cocomama                     | vrouwelijke salsaformatie uit New York onder leiding van de Cubaanse percussioniste Mayra Casales. Opgericht in 2005 voor een benefietconcert, en sindsdien bij elkaar gebleven. Zangeressen zijn/waren Christine Durelly (Cuba/Frankrijk), Sofia Tosello (Argentinië), Ariacne Trujilo (Cuba; tevens pianiste in de Pedrito Martinez Group). Cocomama bracht drie studioalbums uit; Cocomama (2012), Queiro (2015) en Woman's World (2022).                                     |  |
| Williamsburg Salsa Orchestra | salsa dura uit New York onder leiding van percussionist/arrangeur Gianni Mano. De elfkoppige formatie heeft in de jaren 10 twee albums uitgebracht met bewerkingen van alternatieve popsongs. Zangeres Solange Prat (Argentinië) werd in 2019 tijdelijk vervangen door Mikaela Curet (Puerto Rico). |  |

### Timba
| Groep/Artiest                  | Omschrijving |
| ------------------------------ | --- |
| Los Van Van                    | begonnen als charangaband, later overgeschakeld op timba. |
| NG la Banda                    | band o.l.v. fluitist José Luis "El Tosco" Cortés. |
| Paulito y su Elite             | |
| Klimax                         | |
| La Charanga Habanera           | |
| Manolin, El Medico de la Salsa | |
| Bamboleo                       | band o.l.v. Lazaro Valdez. |
| Azucar Negra                   | band o.l.v. Leonel Limonta, in 1998 voortgekomen uit Bamboleo. Werd de eerste jaren aangevoerd door wisselende zangeressen waarvan de eerste, Haila Mompie, later een succesvolle solocarrière begon. |
| Maraca                         | |
| Manolito y su trabuco          | |
| Havana D'Primera               | band o.l.v. Alexander Abreu. |

### Nederland
Een overzicht van de bands en artiesten in Nederland.
| Groep/Artiest          | Beschrijving |
| ---------------------- | --- |
| Accion Conclave        | Salsa uit Rotterdam; in 2013 voortgekomen uit de gelauwerde formatie Axioma. |
| Timbazo                | Puertoricaanse, New Yorkse en Cubaanse salsa o.l.v. percussionist, bandleider en producer Nils Fischer (Nueva Manteca, Cubop City Big Band). De frontlinie bestond oorspronkelijk uit de Cubaan Fabian Nodarse en de Colombianen Alberto Caicedo (later vervangen door de in België wonende Cubaan Daniel Lopez) en Nando Vanin. Timbazo speelde onder andere op North Sea Jazz Festival, Mundial, KIT, Latin Village en Norway Salsa Festival. In 2007 verscheen de cd ¡Gracias Joe Cuba! (gemixt door Jon Fausty in Tampa, Florida) uit met gastbijdragen van Alain Perez, Brian Lynch en Pepe Espinosa. In februari 2015 verscheen de opvolger, Rumberos a Monton (vrij vertaald; Rumberos bij de Vleet), die met crowdfunding werd opgenomen. Onder anderen Changuito, Irakere-bassist Carlos del Puerto, zangeres Lucrecia en drummer Calixto Oviedo verleenden hun medewerking. In 2019 nam Timbazo de muziek op voor de film Verliefd op Cuba. |
| CaboCubaJazz           | mix van salsa, jazz en Kaapverdiaanse muziek. De cd 'Rikeza y Valor' verscheen 2011. De bandleden, afkomstig uit Cuba, Kaapverdië, Duitsland en Aruba, zijn Armando Vidal, Dina Medina, Nils Fischer, Carlos Matos en Reno Steba. In deze bezetting heeft CaboCubaJazz door Nederland getoerd. In 2012 speelde de groep als octet op Dias Latinos en op het Sunfest in London, Canada. |
| Delia y su Tumbao      | Cubaanse salsa o.l.v. bassist, bandleider en producer Jesus Hernandez “Corona” en leadzangeres Delia Gonzalez, die de band in september 1994 hebben opgericht. Delia y su Tumbao speelde onder andere op Duna Festival, Holanda Latina, Haven Festival, Festival Mundial. In 2003 verscheen de cd-single, Sigue, vas bien (geïnspireerd op het leven van Mario Chanes de Armas) In 2008 verscheen de opvolger Comunicando (gemixt door Miles Pena in Miami, Florida) uit met gastbijdragen van zangers Pedro Lugo “el Nene, Miles Pena en wijlen Joaquin Ibanez. |
| Gerardo Rosales        | Venezolaans percussionist/zanger in diverse (eigen) bands en bij internationale artiesten. Via Spanje kwam hij in 1996 naar Nederland en formeerde bands in wisselende samenstellingen waarin zijn zingende echtgenote Astrid Sorpesa Holandesa Pulles geruime tijd een prominente rol had. Zo was haar stem te horen op bewerkingen van Laat Me Niet Alleen (oftewel Ne Me Quitte Pas), Maggie MacNeal's Amsterdam (in het Spaans opgenomen voor de cd Salsa Es Mi Vida) en de Scene-hit Iedereen is van de wereld (tweetalig). In latere jaren richtte Rosales op nummers uit de hoogtijdagen van de salsa. |
| Francisco Peña         | Colombiaans leider/zanger/trompettist van FP y La Banda (cd; 'Y Tu Querias Salsa') en FP Barrio Nuevo (cd; 'Origen'). Peña woont sinds 1999 in Nederland en heeft tot dusver vijf cd's uitgebracht. |
| Cubop City Big Band    | salsabigband van drummer Lucas van Merwijk (Nueva Manteca) naar het voorbeeld van Machito wiens werk centraal staat op de eerste cd uit 1996. Daarna ontstond de vaste bezetting met zangers Yma America Martinez en Miguel Montenegro (later vervangen door Alberto Caicedo) en werden grootheden geëerd als Benny Moré en Arsenio Rodriguez. Cubop City werd in 2009 stopgezet door geldgebrek maar maakte een jaar later een doorstart. Sindsdien vonden er drie Otro Mundo-tournees plaats met gastoptredens van congaspeler Roberto Quintero, harpist Edmar Castaneda en zangeres Beatriz Aguilar. In 2016 verscheen het album Star - EWF Latino waarop diverse Earth, Wind & Fire-songs in een latin-jasje zijn gestoken. |
| Toro Ensamble          | salsa brava uit Amsterdam onder leiding van de Venezolaans drummer/percussionist Marco 'Toro' Benal die sinds 1992 in Nederland woont. Marco Toro verwierf bekendheid als lid van Laberinto (eigen nummers) en Santanico (covers van Santana en andere artiesten). Toro Ensamble bestaat sinds 2003 en begon als eerbetoon aan de Afro-Venezolaanse muziek. In 2017 verscheen de cd 12+1 Aniversario; daarnaast hebben diverse leden meegespeeld op het solodebuut van zanger Nando Vanin dat tegelijkertijd uitkwam. |
| Conjunto Amsterdam     | salsa dura uit Amsterdam o.l.v. de veelgevraagde percussionist/zanger Daniel Patriasz (o.a. Santanico en Toro Ensamble). De band speelde jarenlang op dinsdagavond in jazzcafe Alto en wordt gecompleteerd door bassist/zanger Pedro Pardo (Cuba), toetsenist/zanger Solo Keys (Venezuela), congaspeler Juan Carlos 'Bulu' Vilora (Venezuela), drummer Marco Toro (Venezuela) en pianist Marc Bischoff (Duitsland). In 2016 verscheen de debuut-cd Muevete met coverversies van salsaklassiekers. Tijdens de lockdown in 2020 werd de single Salsa en los Tiempos de Corona uitgebracht. |
| Septeto Trio Los Dos   | Cubaanse son uit Amsterdam. |
| Leticia y su Rumbadama | salsa uit Amsterdam o.l.v. percussioniste Leticia Bal (ex-Perfume de Salsa). De band werd begin 1996 opgericht en bestond van oorsprong volledig uit vrouwen. Rumbadama debuteerde met een zes weken durende tournee door Scandinavië en gaf in oktober 1996 een concert in het radioprogramma Sesjun. In 1998 verscheen de Nedersalsa-cd bestaande uit een coverversie van de Patricia Paay-hit Je bent niet hip en twee eigen nummers in het Nederlands. Rumbadama speelt in bezettingen variërend van duo tot kwintet, met een prominente rol voor zangeres Delia González. Daarnaast geeft Leticia ook solo marimba-shows; in 2010 verscheen de lovend ontvangen cd Live at the Kromhout. In 2016 werd het twintigjarig jubileum gevierd met een uitgebreide tournee. Bassiste Mick Paauwe overleed op 13 september 2020. |
| Maite Hontelé          | trompettiste die onder meer bij Conjunto Tres Dos (later Sonbonbon), Bongomatik (latin-cross-over) en Rumbata heeft gespeeld. Tussen 2008 en 2018 woonde ze in Colombia waar ze een eigen band had. Tot 2013 werden de Europese optredens afgewerkt met een Nederlandse bezetting gecompleteerd door Gerardo Rosales, Mick Pauwe en Yumarya Grijt. Haar derde cd, met daarop een bewerking van Ten Sharp's You, werd genomineerd voor een Latin Grammy Award. In 2016 werkte ze samen met de Venezolaanse trompettiste/zangeres Linda Briceño. Ook haar vijfde en laatste cd Cuba Linda ontving een Latin Grammy-nominatie. Na een rustpauze keerde Hontelé in 2023 terug als gastleider van het National Jeugd Jazz Orkest waarmee ze een album opnam en in binnen- en buitenland toerde. |
| Chachachalina          | salsa uit Den Haag o.l.v. percussionisten Chalina Smit en Gerardo Rosales. De band speelt eigen nummers gezongen door Smit die tevens conga's speelt. Na de ep Mira Antes de Saltar (Kijk voor je springt) verscheen in 2023 het debuutalbum El Reflejo. |
| Gianna Tam             | zangeres/percussioniste in diverse bands. Binnen de salsa zijn dat de Latin Devils (o.l.v. vader Lucas van Merwijk en haar eigen La Banda waarmee ze voornamelijk bewerkingen speelt van Engelstalige r&b-/danceklassiekers. In maart 2024 verscheen haar eerste soloalbum Latina Empire. |

### Europa
Een beknopt overzicht van bands in de rest van Europa.
| Land             | Groep/artiest               | Beschrijving |  |
| ---------------- | --------------------------- | --- |  |
| Groot-Brittannië | Salsa Celtica               | salsa dura op z'n Schots; compleet met doedelzakken. De elfkoppige band werd in 1995 opgericht door muzikanten uit Schotland, Ierland, Venezuela en Cuba. Tussen 1997 en 2014 zijn er vijf studioalbums en een live-album verschenen. |  |
| Groot-Brittannië | Charanga del Norte          | salsa uit Leeds in de charangabezetting o.l.v. fluitiste Sue Miller. De band bestaat sinds 1998 en treedt op in wisselende samenstellingen |  |
|                  | The Mantecas                | latin boogaloo uit Londen. Opgericht in 2001 als Manteca met zang van de Colombiaanse Martha Acosta (ex-Charanga del Norte). Nadat Acosta in 2016 de band verliet gingen de overige leden verder als The Mantecas. |  |
|                  | Roberto Pla                 | Colombiaans percussionist; woont sinds 1980 in Londen en heeft naast zijn eigen Latin-Jazz Ensembles ook met andere bands binnen en buiten de salsa gespeeld. |  |
|                  | Snowboy & the Latin Section | salsa en latin jazz onder leiding van de veelgevraagde percussionist Snowboy. |  |
| Ierland          | Baile An Salsa              | salsa uit Galway in het Spaans, Engels en Iers; De band werd in 2012 opgericht door zanger Andres Martorell en brengt een mix van salsa en traditionele Ierse muziek; compleet met uilleann pipes. Tussen 2013 en 2018 zijn er een ep en twee albums verschenen. |  |
| Italië           | La Banda del Puerto         | timba |  |
| België           | Doble Impacto               | salsa, merengue en latin door Belgische en Cubaanse muzikanten. |  |
|                  | Tomy y su Timbalight        | salsa door Belgische, Nederlandse en Cubaanse muzikanten. |  |
|                  | Zulemax                     | vrouwelijke salsaformatie o.l.v. de Cubaanse Zulema Hechavarria Blanco, fluitiste/percussioniste en een der zangeressen. Zulemax werd in 2010 opgericht en bestond oorspronkelijk uit leden van Belgische en Nederlandse bands. Van het concert op Pole Pole in 2011 zijn opnamen gemaakt. In mei 2014 verscheen de cd Zulemax Llego met eigen nummers. Daarnaast formeerde Hechavarria Blanco de bigband Mambo Queens (2017) en het zeskoppige Tacones Altos (2018).                                                     |  |
| Luxemburg        | Alberto Caicedo             | Colombiaans zanger/multi-instrumentalist. Kwam in 1999 naar Europa als pianist van Marejada en vestigde zich eerst in Rotterdam voor hij in 2011 naar Luxemburg verhuisde. Caicedo was inmiddels een veelgevraagd (gast)zanger geworden, en bracht twee soloalbums uit; La Voz de Colombia uit 2006 (geproduceerd door Gerardo Rosales) met een Spaanstalige versie van Marco Borsato's Speeltuin, en A Corazon Abierto uit 2012. Caicedo werkt samen met zanger/congaspeler Eric Durrer die ook in Nederland actief was. |  |
| Frankrijk        | Yuri Buenaventura           | Colombiaans zanger. Maakte in 1996 een salsabewerking van Ne me quitte pas. |  |
|                  | Paz Antiguana               | latin boogaloo uit Parijs. Nam in 2015 de Clash-cover Charlie Don't Surf op voor een tribute-cd. |  |
|                  | Yemaya La Banda             | vrouwelijke salsaformatie met leden uit alle windstreken. De band, eind jaren 90 opgericht, speelt eigen arrangementen en eigen nummers in het Spaans en in het Frans. In maart 2020 werd het twintigjarig jubileum gevierd. |  |
| Zweden           | Calle Real                  | timba. |  |
|                  | La Tremenda                 | timba |  |
|                  | Temba Bemba                 | salsa uit Göteborg in het Spaans en in het Zweeds. |  |
| Duitsland        | Conexion Latina             | salsa dura. |  |
|                  | Burundanga                  | overwegend vrouwelijke salsaformatie uit Berlijn. |  |
|                  | Kimbiza                     | salsaformatie rond Cubop City-zangeres Yma America Martinez. |  |
|                  | Javier Plaza                | Venezolaans zanger/percussionist van Conexion Latina; is in Nederland regelmatig te gast bij Toro Ensamble. In 2015 verscheen zijn laatste cd. |  |
|                  | Eierplatzchenband           | Cubaanse son uit Keulen in het Spaans en in het Duits. De band is in 1995 opgericht en vernoemd naar het ovale pleintje waar het op zondagmiddag repeteerde. Met de Marlene Dietrich-achtige zangeres Maria Motjer (1960-2005) werd in 1999 de cd Son de Colonia uitgebracht. Daarna ging de band onder deze naam verder met een nieuwe zangeres die op haar beurt ook weer is vervangen. In 2009 ging men weer optreden als Eierplatzchenband.                                                                           |  |
| Spanje           | Tromboranga                 | salsa dura uit Madrid. |  |
| Rusland          | Cubanaty                    | salsa-cross-over in het Spaans en Russisch. |  |
| Oekraïne         | Dislocados                  | salsa dura uit Kiev o.l.v. pianist Ilya Yeresko. De naam verwijst naar de multinationale bezetting. |  |